# Sancaktepe

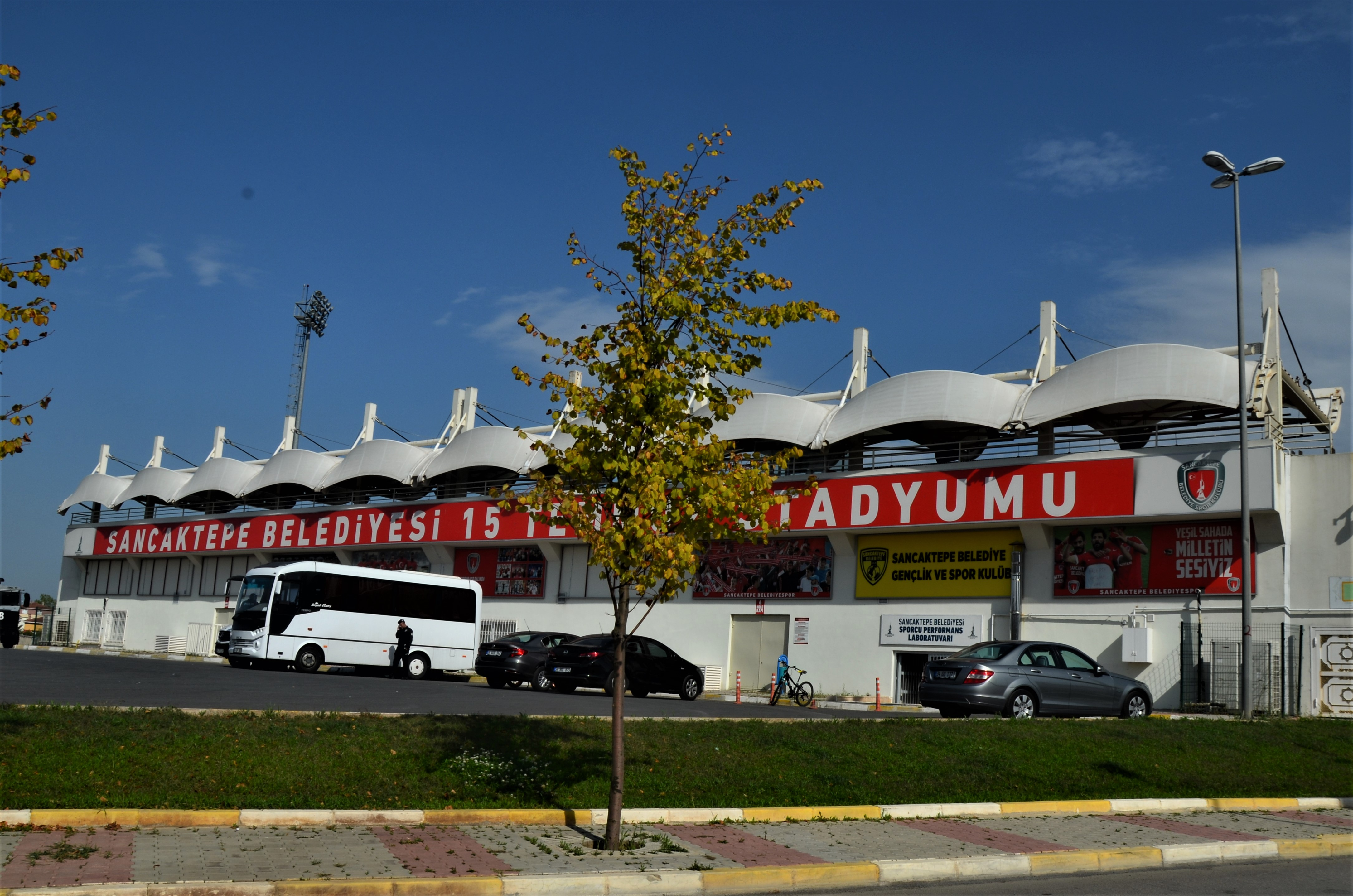
15 Temmuz Stadium in Sancaktepe district

Sancaktepe é um distrito de Istambul, na Turquia, situado na parte Anatólia da cidade. Em 2009 contava com uma população de 241 233 habitantes.